# Justo Bolekia
Justo Bolekia Boleká (Santiago de Baney, 13 de diciembre de 1954) es un filólogo, novelista y poeta ecuatoguineano.  Es considerado uno de los mayores exponentes de la poesía guineana en lengua bubi y en español.  En junio de 2015 es nombrado Académico Correspondiente de la Real Academia Española en Guinea Ecuatorial. Ese mismo año, fue nombrado académico de número de la Academia Ecuatoguineana de la Lengua Española (AEGLE). Sin embargo este último nombramiento fue revocado en la asamblea de la AEGLE del 9 de diciembre de 2016 por una mayoría de los académicos convocados.

## Biografía
Nació en Santiago de Baney (provincia de Bioko). Cursó estudios universitarios en la Universidad Complutense de Madrid obteniendo los títulos de Diplomado en Formación del Profesorado de Educación General Básica, Licenciado de Grado en Filología Moderna (Sección de Francés) y el grado de Doctor en Filología Moderna en 1986. Desde el 8 de junio de 2007, es Doctor por la Universidad de Salamanca y Premio Extraordinario de Doctorado de esta misma Universidad.
Es Catedrático del Departamento de Filología Francesa de la Universidad de Salamanca. Ha sido Director de la Escuela Universitaria de Educación de Ávila. Desde junio de 2015 es Académico Correspondiente de la Real Academia Española. 
El 25 de junio de 2015 fue elegido académico correspondiente extranjero de la RAE en Guinea Ecuatorial en el pleno de la Real Academia Española junto a Armando Zamora Segorbe, José Francisco Eteo Soriso, María Nsue Angüe y Maximiliano Nkogo Esono.

### Trayectoria política
Ha sido responsable de Demócratas por el Cambio para Guinea Ecuatorial una organización creada en 2005 y Delegado Permanente en el Exterior del MAIB (Movimiento para la Autodeterminación de la Isla de Bioko), en oposición al régimen de Teodoro Obiang.

## Premios y reconocimientos
- Premios Escriduende 2021 (MEJOR AUTOR AFRICANO, Feria del Libro de Madrid 2021)[3]
- En 2017 recibió un homenaje por sus publicaciones en torno a la lengua bubi. Basupú en la Casa de Cultura de Basupú (Bioko/Guinea Ecuatorial)[4][5] y por el Grupo Editorial Sial Pigmalión, la Asociación Cultural Bariobé (Asocuba) y la Asociación Cultural Bubi, como reconocimiento a su trayectoria literaria, su carrera universitaria así como su destacada contribución al estudio y divulgación de la lengua y cultura bubis en el Ayuntamiento de Fuenlabrada (Madrid).[6]
- En 2018, coincidiendo con los 50 años de independencia de Guinea Ecuatorial, las bibliotecas de la Cooperación Española en Madrid, Bata y Malabo crean el Fondo Digital de Guinea Ecuatorial dentro de la Biblioteca Digital de AECID, contando publicaciones de J. Bolekia en Ediciones del Hispano-Guineano como acervo fundacional.[7]
- Premios Escriduende 2017[8]
- Premio Afrosocialista en la Categoría de Cultura 2014
- Premios Escriduende 2013[9]
- Premio Raíces 2012[10]
- Premios Extraordinario de Doctorado de la Universidad de Salamanca 2007[11]

## Obra
Su obra ha sido objeto de estudio por parte de profesores estadounidenses interesados en la producción literaria afrohispana y ha sido incluido en antologías poéticas (Literatura de Guinea Ecuatorial, de Donato Ndongo-Bidyogo y Mbare Ngom Faye, 2000; Nueva antología de la literatura de Guinea Ecuatorial, de Mbare Ngom y Gloria Nistal, 2012; La voz y la escritura 2006: 80 nuevas propuestas poéticas, 2006). Autor también de artículos como Panorama de la Literatura en español en Guinea Ecuatorial, publicado en El español en el mundo. Anuario del Instituto Cervantes, 2005.

### Artículos
- "El aumento o actualizador definido en lengua bubi" (en Muntu, Revue scientifique et culturelle, n.7, Gabón, 1987)
- "Panorama de la literatura en español en Guinea Ecuatorial" (en Anuario del Instituto Cervantes, 2005).  ISBN 84-01-37935-0, págs. 97-152. También en https://cvc.cervantes.es/lengua/anuario/anuario_05/bolekia/p01.htm
- "La realidad literaria y lingüística de Guinea Ecuatorial" (en El Fingidor n.º 19-20, mayo-diciembre de 2003, Revista de Cultura. Páginas Monográficas. Universidad de Granada).
- "Escritores guineoecuatorianos y diáspora". Pages 411-417. En Afro-Hispanic Review. Volume 28, Number 2 (Fall 2009). Sponsored by the Department of Spanish and Portuguese in Collaboration with the Bishop Joseph Johnson Black Cultural Center at Valderbilt University. Nashville, Tennessee (USA). ISSN: 0278-8969.
- "Literatura francófona africana" (en Pueblos n.º 2003, Revista de Información y Debate. ISSN 1577-4376)
- "El auge y el declive de las culturas del África Occidental (o Atlántica)" (en Revista Vegueta. Anuario de la Facultad de Geografía e Historia n.º 14 (2014). Gran Canaria: Las Palmas de Gran Canaria. Diciembre de 2014. ISSN: 1133-598X.
- "A língua Bubi: desaparecimento ou reabilitação? (La lengua bubi: ¿desaparición o rehabilitación?)" en PLATÔ Revista do Instituto Internacional da Língua Portuguesa. Cidade da Praia (Cabo Verde). Vol. 3, N. 6 (2013). ISSN: 2311-6625 on line.

### Tesis doctorales
- Aspectos lingüísticos y sociolingüísticos del bubi del noreste (tesis doctoral, Editorial de la Universidad Complutense de Madrid, 1988)
- La enculturación bubi desde los préstamos del pidgin-english. Procesos de lexicalización progresiva (Universidad de Salamanca, 2007)

### Libros de ensayo
- Curso de Lengua Bubi (Malabo: Centro Cultural Hispano-Guineano/Agencia Española de Cooperación Internacional, 1991). ISBN 84-7232-608-X.
- Antroponimia bubi. Estudio lingüístico (Madrid: Instituto de Cooperación para el Desarrollo (AECI), 1994). ISBN 84-604-9175-7.
- Narraciones bubis. Otra morfología del cuento africano (Salamanca: Ediciones Universidad de Salamanca. Colección Aquilafuente, 1994). ISBN 84-7481-965-2.
- Breve diccionario bubi-castellano y castellano-bubi (Madrid: Gram Ediciones, 1997). ISBN 84-88519-04-4 (Con la ayuda de la AECI).
- Aprender el bubi. Método para principiantes (Madrid: Sial Ediciones. Colección Casa de África n.º 2, 1999). ISBN 84-95140-08-X (Con la ayuda de la AECI).
- Lenguas y Poder en África (Madrid: Editorial Mundo Negro, 2001).  ISBN 84-7295-169-3.
- Aproximación a la historia de Guinea Ecuatorial (Salamanca: Amarú Ediciones, 2003). ISBN 84-8196-174-4.
- La Francofonía. El nuevo rostro del colonialismo en África (Salamanca: Amarú Ediciones, 2005). ISBN 84-8196-225-2.
- Poesía en lengua bubi. Antología y estudio (Madrid: Sial Ediciones, 2007). ISBN 978-84-96464-69-8.
- Lingüística bantu a través del bubi (Salamanca: Servicio de Publicaciones de la Universidad de Salamanca, 2008). ISBN 978-84-7481-492-7.
- La Francofonía. El nuevo rostro del colonialismo en África (Salamanca: Amarú Ediciones. Colección Ciencias del Hombre. 2.ª edición corregida y ampliada, 2008). ISBN 978-84-8196-290-1.
- Diccionario español-bubi/Ë ribúkku ra balláa béböbé-lëëpanná (Madrid: Editorial Akal -Colección Diccionarios Bilingües- y la Agencia Española de Cooperación Internacional para el Desarrollo/AECID, 2009. ISBN 978-84-460-3033-1.
- La etno-enculturación desde la oralidad africana. ¿Cómo se aprende a ser africano? (Saarbrücken -Deutschland/Alemania-: Editorial Académica Española/AV Akademikerverlag GmbH & Co. KG. 2013). ISBN 978-3-8473-5723-0.
- Quién es Quién entre los Escritores de Guinea Ecuatorial (poetas, novelistas, dramaturgos, ensayistas, cuenteros, etc.) (Sial Ediciones, 2019. ISBN 978-84-17397-80-7.
- Los verbos bubis y su conjugación (Editorial Mey, 2020. ISBN 978-84-17150-87-7.
- Repenser la francophonie en Afrique (L'Harmattan, 2022. ISBN 978-2-343-23847-0.

### Narrativa
- Los caminos de la memoria (Madrid: Sial Ediciones. Colección Casa de África, 2016). ISBN 978-84-15746-89-8.
- Recuerdos del abuelo Bayebé y otros relatos bubis (Madrid: Sial Ediciones. Colección Casa de África. 2014). ISBN 978-84-15746-43-0.
- Cuentos Bubis de la Isla de Bioko (Salobralejo [Ávila]: Editorial Malamba, 2003). ISBN 84-931670-7-3.
- En la frontera del agua (Madrid: Sial Ediciones. Colección Casa de África. 2021). ISBN 978-84-18333-80-4.
- Cuando se narraban los cuentos en África. Sabiduría bubi de ayer y hoy' (Madrid: Editorial Mundo Negro. 2021). ISBN 978-84-7295-268-3.

### Poesía
- Löbëla (Madrid: Sial Ediciones (Colección Casa de África/AECI, 1999). ISBN 84-95140-05-5; Eugene, Oregon/USA: Resource Publications, 2015. Translated by Michael Ugarte. ISBN 978-1-4982-0372-2. Sial Ediciones ha publicado la segunda edición ampliada de Löbëla en 2019. ISBN: 978-84-95140-05-5
- Ombligos y raíces. Poesía africana (Madrid: Sial Ediciones/AECI, 2006). ISBN 84-96464-44-5.
- Las reposadas imágenes de antaño (Madrid: Sial Ediciones, 2008). ISBN 978-84-96464-50-6.
- Los callados anhelos de una vida (Madrid: Sial Ediciones. Colección Casa de África, 2012). ISBN 978-84-15746-07-2.
- Miradas invertidas versus Percepciones alteradas (Madrid: Sial Ediciones. Colección Casa de África, 2015). ISBN 978-84-15746-67-6.
- A Bépátto (Los del barrio) (Madrid: Sial Ediciones. Colección Casa de África, 2017). ISBN 978-84-17043-75-9.

### Libros colectivos
- Relaciones de España con Guinea Ecuatorial y Sahara Occidental: dos modelos de colonización y de descolonización. La política poscolonial y sus implicaciones para la defensa y la seguridad nacional (Granada: Editorial Universidad de Granada/Mando de Adiestramiento y Doctrina/MADOC, 2015. Colección Conde de Tendilla). ISBN 978-84-338-5790-3. Título: “Una lectura de las etapas colonial y postcolonial en las literaturas guineoecuatorianas” (Págs. 60-72).
- Ciencia y memoria de África: actas de las III Jornadas sobre Expediciones científicas y africanismo español, 1898-1998 (Madrid: Ateneo de Madrid/Universidad de Alcalá, 2002). ISBN 84-8138-501-8. Título de la colaboración: "El español y las identidades lingüísticas de Guinea Ecuatorial" (Págs. 453-464).
- Literatura de Guinea Ecuatorial (Antología) (Madrid: Sial Ediciones. Colección Casa de África, 2000). ISBN 84-95498-17-0. Títulos de las colaboraciones: “La última lanza” (Pág. 287), “Imagen y sangre” (Pág. 288), “¡Wésépa!” (Pág. 289), “La balada de Löbëla” (Pág. 290) y “La cita” (Pág. 291).
- La Recuperación de la Memoria. Creación cultural e identidad nacional en la literatura hispano-negroafricana (Alcalá de Henares: Universidad de Alcalá/Servicio de Publicaciones, 2004). ISBN 84-8138595-6. Título de la colaboración: “La transgresión de la oralidad en las culturas guineoecuatorianas” (Págs. 65-85). )
- La Voz y la Escritura. Antología 2006 (Madrid: Sial Ediciones. En colaboración con la Comunidad de Madrid y el Ateneo de Madrid, 2006). ISBN 84-96464-35-0. Títulos de las colaboraciones: “La última lanza” (Pág. 69), “Imagen y sangre” (Pág. 70), “¡Wésépa!” (Pág. 71) y “La balada de Löbëla” (Pág. 72). )
- Etnias, Estado y Poder en África (Vitoria: Servicio Central de Publicaciones del Gobierno Vasco, 2005). ISBN 84-457-2137-2. Título de la colaboración: “Estado, Poder y Etnias en Guinea Ecuatorial” (Págs. 263-294).
- De Boca en Boca. Estudios de Literatura Oral de Guinea Ecuatorial (Vic/Barcelona: Ceiba/AECI, 2004). ISBN 84-933643-2-0. Título de la colaboración: “La literatura oral: función, interpretación y transgresión” (Págs. 17-46).
- De Promisión (Las Palmas de Gran Canaria: Editorial Puentepalo y Canarias Cultura en Red [Gobierno de la Comunidad Canaria], 2007). ISBN 84-6112452-9. Título de la colaboración: “Cuento de Wésépa” (Págs. 137-144).
- El Futuro de las Lenguas. Diversidad frente a Uniformidad (Madrid: Los Libros de la Catarata, 2009. Serie Ensayos. Unescoetxea). ISBN 978-84-8319-405-8. Título de la colaboración: “Identidad y diversidad lingüística en África” (Págs. 111-134).
- Un mundo de relatos. Antología (Madrid: Pearson Educación, S.A., 2009). ISBN 978-84-205-5679-6. Ilustraciones de Pablo Auladell. Título de la colaboración: “Recuerdos del abuelo Bayebé” (Págs. 61-78).
- Un món de relats. Antologia (Madrid: Pearson Educación, 2009). ISBN 978-84-205-5695-6. Il·lustracions de Pablo Auladell. Título de la colaboración: “Records de l’avi Bayebé” (Págs. 61-78).
- Un mundo de relatos. Antoloxía (Madrid: Pearson Educación, S.A., 2009). ISBN 978-84-205-5734-2. Ilustracións de Pablo Auladell. Título de la colaboración: “Recordos do avó Bayebé” (Págs. 61-78).
- Caminos y veredas: narrativas de Guinea Ecuatorial (México D.F.: Universidad Nacional Autónoma de México. Coordinación de difusión cultural, 2011). ISBN 978-607-02-2363-1. Títulos de las colaboraciones: “Los mensajeros de Moka” (Págs. 51-80) y “Mi sobrino consorte Anfiloquio” (Págs. 81-101).  )
- Nueva antología de la literatura de Guinea Ecuatorial (Madrid: Sial Ediciones, 2012. Colección Casa de África). ISBN 978-84-9646-457-0.  Títulos de las colaboraciones: “La leyenda de Wewèöpö” (Págs. 127-137), “Bölokityöwáálo: el que duerme ante las casas” (Págs. 138-141), “Nudos y lágrimas” (Pág. 649), “El testamento” (Pág. 650), “El desgarro” (Págs. 651-652), “Una vida” (Pág. 652), “Palmeras de la noche” (Págs. 653-654), “Rasgos humanos” (Pág. 655), “Eterno y confuso” (Pág. 656), “La palabra secuestrada” (Págs. 656-657), “Recuerdos y caminos” (Págs. 657-658), “Voces en mi sueño” (Pág. 659) y “Los ojos de ayer” (Pág. 660).
- Los mejores poemas de amor (Madrid: Pigmalion Edypro, 2013). Coordinador: Antonino Nieto Rodríguez. ISBN 978-84-15244-78-3. Títulos de las colaboraciones: “Equilibrios reñidos” (Págs. 48-49), “Lo que sé de ti” (Págs. 50-51) y “Quiero o no quiero” (Pág. 52).
- Amores infieles. En el salón de las voces vírgenes (Madrid: Sial/Pigmalión, 2014. Coordinador: Antonino Nieto Rodríguez). ISBN 978-84-15916-32-1. Título de la colaboración: “Entre deseos y esperas” (Págs. 80-84).
- La primera vez…que no perdí el alma, encontré el sexo (Madrid: Sial/Pigmalión, 2015). Coordinador: Antonino Nieto Rodríguez. ISBN 978-84-15916-90-1. Títulos de la colaboración: “Tambores y gemidos” (Págs. 94-96) y “Letras que faltan” (Págs. 97-98).
- Literaturas hispanoafricanas: realidades y contextos (Madrid: Editorial Verbum, 2015). Editoras: Inmaculada Díaz Narbona y Josefina Bueno Alonso. Título de la colaboración: “Hablemos de poesía en Guinea Ecuatorial” (Págs. 80-101). ISBN 978-84-9074-201-3.
- Conflictos y Desarrollo. Solidaridad Norte/Sur (Alicante: Publicaciones de la Universidad de Alicante, 2000). ISBN 84-7908-593-2. Título de la colaboración: “Conflictos Étnicos y Desarrollo en Guinea Ecuatorial” (págs. 137-156).
- Universités Francophones et Diversité Linguistique. Actes du Colloque International sur le Thème: Universités Francophones et Diversité Linguistique (Université de Yaoundé-1: 27-29 juin 2008. Coord. Zachée Denis BITJAA KODY. Colloque organisé avec le concours financier des institutions suivantes: Ministères de l’Enseignement Supérieur du Cameroun, Université de Yaoundé-1 (FALSH), Agence Universitaire de la Francophonie, Ambassade de France au Cameroun), 2010. ISBN 978-2-296-11851-5. Título de la comunicación: “Les langues minorées d’Afrique noire Francophone face aux grandes langues et aux langues internationales auxiliaires" (Pages 163-185).
- La Palabra y la Memoria: Guinea Ecuatorial 25 años después (ensayo, poesía, relatos, teatro). Editor: Landry-Wilfrid Miampika. (Madrid: Editorial Verbum, 2010). ISBN 978-84-7962-641-9. Título de la aportación: “Las identidades minorizadas y la desconfiguración del Estado” (Págs. 38-44).
- Lenguas para fines específicos IV. Investigación y enseñanza. Coordinado por Sebastián Barrueco y Esther Hernández, 1996. ISBN 84-8138-996-X. Título de la aportación: "Le français à orientation policière" (Págs. 365-370).
- Frankfurt: territorio literario. Coordinado por: Nery Santos Gómez. Editorial Sial-Pigmalión, 2022. ISBN 978-84-19370-26-6. Título del relato: "Entre viajes y patatas anda el vuelo" (Págs. 87-90).
- Trans-afrohispanismos. Puentes culturales críticos entre África, Latinoamérica y España. Editado por Dorothy Odartey-Wellington, 2018. ISBN 978-90-04-36407-3. Título de la aportación: "Impresiones y conmociones culturales en el afrohispanismo africano" (Págs. 23-36).
- The Routledge Hispanic Studies Companion to Nineteenth-Century Spain. Editado por Elisa Martí-López, 2020. ISBN 978-0-8153-5824-4. Título de la aportación: "Equatorial Guinea: colonization and cultural dislocation" (Págs. 63-74).
- Memoria(s) en transición. Voces y miradas sobre la Transición española. Editado por Fr. Dubosquet Layris y C. Valcárcel, 2018. ISBN 84-9895-205-6. Título de la aportación: "Exilio, lengua e identidad" (Págs. 399-416).
- Guinea Ecuatorial (des)conocida. (Lo que sabemos, ignoramos, inventamos y deformamos acerca de su pasado y su presente. Coordinado por Juan Aranzadi y Gonzalo Álvarez Chillida, 2020. Vol. 1. ISBN 84-362-7670-1. Título de la aportación: "La lengua bubi: escrituras cruzadas y discursos diferidos" (Págs. 261-280).
- Iberoamérica lee. Microficciones/Microficcoes. Paraguay: Organización de Estados Iberoamericanos para la Educación, la Ciencia y la Cultura (OEI), 2022. ISBN: 978-987-3753-86-2. Microrrelato: "El secreto del lenguaje" (Pág. 61).
- El imaginario poético de Basilio Rodríguez Cañada. Intimidades, itinerarios, remembranzas. Madrid: Editorial Sial-Pigmalión (Colección de Textos y Ensayos), 2019. ISBN: 978-84-17825-21-8. Capítulo: "Basilio Rodríguez Cañada: colecciones reveladoras" (Págs. 187-191).
- Etc.